# Immo von Kessel
Immo von Kessel (* 24. Mai 1934 in Lüneburg; † 28. September 2011) war ein deutscher Diplomat und von 1996 bis 1999 deutscher Botschafter in der Dominikanischen Republik.

## Leben
1954 erlangte er die Allgemeine Hochschulreife und absolvierte daraufhin ein einjähriges Sprachstudium, bevor er von 1955 bis 1960  Rechtswissenschaften in Bonn, Paris und München studierte und das erste und zweite Juristische Staatsexamen ablegte. Seit 1955 war er Mitglied des Corps Palatia Bonn.
1964 trat er in den Höheren Auswärtigen Dienst ein. Er durchlief Stationen in Kairo, der Zentrale in Bonn, Mexiko-Stadt, Helsinki, Wien, der Zentrale in Bonn, Boston, Lille, Mexiko-Stadt und der Zentrale in Bonn.
1996 wurde er für drei Jahre Botschafter in Santo Domingo in der Dominikanischen Republik.

## Familie
Sein Vater war der General Mortimer von Kessel. Immo von Kessel war von 1963 bis 1980 mit Anna Gräfin von Schwerin verheiratet. Eine ihrer Töchter ist die Schauspielerin Sophie von Kessel.